# Qué vida más triste
Qué vida más triste es una serie de humor online española creada por Natxo del Agua y Rubén Ontiveros y guionizada y dirigida por el mismo Rubén Ontiveros. Qué vida más triste alcanzó a principios de 2008 más de 2 millones de visitas a su página web; además cuenta con numerosas colaboraciones en su página, como la de Alejandro Tejería. En octubre de 2008 se trasladó el formato a una serie de televisión, que emitía La Sexta.

## Argumento
La serie trata sobre la vida de Borja Pérez , un basauritarra al que le suceden desventuras y situaciones graciosas cada semana. Durante las tres primeras temporadas, emitidas a través de internet, Borja Pérez cuenta su vida a los espectadores fingiendo que está grabando un videoblog cada domingo.
Según uno de los creadores, Rubén Ontiveros, el atractivo de la serie reside en que “estamos acostumbrados a ver películas de superhéroes, de gente a la que le suceden cosas extraordinarias, de ganadores, de personas que superan sus problemas y triunfan…pero la vida no es así. Borja representa un poco de todos nosotros, es un perdedor al uso, con el que todos en algún momento nos podemos sentir identificados.”
Durante los primeros episodios se quiso dar la sensación de que lo que el espectador veía era la vida real de una persona. Para apoyar dicha ficción, en ocasiones la cámara grababa desde ángulos extraños, como si estuviese escondida para captar una escena, o nos mostraba cosas que Borja no quería que viésemos. Posteriormente, sobre todo a partir de su emisión en televisión, se juega con la idea de que realmente es un producto de ficción, por lo que algunos capítulos se desarrollan en el plató, pero viéndose las cámaras, los focos e incluso a personal técnico. También hay episodios en los que ocurren sucesos fantásticos, como viajes en el tiempo, magia, vórtices espaciales, etcétera. Sin embargo, estos capítulos son excepcionales. 
Durante las primeras temporadas, la serie poseía una continuidad bastante fuerte. El formato televisivo hizo que la trama avanzara mucho más lentamente, que algunos personajes protagonistas pasaran a ser secundarios o simplemente desaparecieran (Nuria e Izaskun perdieron protagonismo, mientras que Laura desapareció totalmente), mientras que otros nuevos aparecieron (el padre de Borja, José Luis, Verónica y Sara).

## Estructura
Cada episodio comienza con Borja Pérez sentado en la cama de su cuarto, mirando a los espectadores. Con gran énfasis, les describe una situación que le haya ocurrido recientemente. Sin embargo, Borja muchas veces no es sincero, y el espectador descubre sus mentiras porque el relato del narrador está salpicado de flashbacks donde vemos lo que realmente sucedió.

## Realización
La mayoría de los capítulos fueron escritos por el creador de la serie, Rubén Ontiveros, aunque también ha contado con la colaboración de Nacho Vigalondo, Borja Cobeaga, Diego San José y Borja Crespo, entre otros.
Durante las primeras temporadas, coincidiendo con su emisión en Internet, la serie contaba con escasos medios. Así, a pesar de que hubo un capítulo a modo de broma que mostraba unos escenarios enormes en una zona industrial, lo cierto es que la gran mayoría de los capítulos se grababan en casa de Borja Pérez, con un antiguo Mini DV, y recurriendo a la colaboración de los amigos.
En 2008 la serie comenzó a ser transmitida por La Sexta, que aceptó las condiciones de los creadores. Aunque otras cadenas se habían interesado anteriormente por la idea, todas las ofertas exigían adaptar la serie a un formato más largo, con actores profesionales y sin apenas control creativo de los creadores. Con el trasvase a la televisión, los decorados y los actores secundarios se multiplicaron.

## Temporadas
La serie cuenta con un total de siete temporadas, las tres primeras transmitidas en Internet y las cuatro siguientes emitidas en televisión.

### En Internet
Cada domingo se publicaba en su página web un nuevo capítulo.
- La primera temporada cuenta con 54 capítulos, emitidos desde el 27 de marzo de 2005 hasta el 2 de abril de 2006.
- La segunda temporada cuenta con 40 capítulos, emitidos desde el 3 de septiembre de 2006 hasta el 27 de mayo de 2007.
- La tercera temporada cuenta con 12 capítulos, emitidos desde el 6 de abril de 2008 hasta el 22 de junio de 2008.

### En televisión
Las temporadas televisivas siguen la línea temporal de los episodios emitidos a través de Internet. Cada capítulo está formado por varios segmentos, sumando un total de aproximadamente 22 minutos.
- La primera temporada (cuarta si tenemos en cuenta la etapa en Internet) cuenta con 26 capítulos y comenzó a emitirse el 19 de octubre de 2008, con una audiencia de 1.094.000 espectadores (6,2% de share).[4]
- La segunda/quinta temporada cuenta con 22 capítulos y comenzó a emitirse el 27 de abril de 2009.
- La tercera/sexta temporada cuenta con 22 capítulos y comenzó a emitirse el 12 de abril de 2010.
- La cuarta/séptima temporada cuenta con 26 capítulos y fue la última temporada de la serie.

## Episodios

### Primera temporada en televisión (La Sexta)
| Capítulo | Segmentos                                                                                             |
| -------- | --- |
| 1        | Vídeo viral / Merendola Thriller / Martín y Eliseo / El único / Guitar Hero                           |
| 2        | Planes de boda / Mensaje en una botella / Interrogatorio / Trucos para desgravar / Conociendo a Nuria |
| 3        | La echa de menos / Felicidades Xabi / Casting / Sitcom                                                |
| 4        | Anímate hijo / Verónica / María Albelo / Si hubieras vivido en mis tiempos...                         |
| 5        | Media naranja / Showman / Lucía / Batman y Robin                                                      |
| 6        | Memorias de Nuria / Francesco y Romino / Terminator / Auritón 2                                       |
| 7        | Fotolog / Comandante Cobra / El biento y las nubes / Gallifante                                       |
| 8        | Programa de radio / Curriculum / Michotlan / El premio                                                |
| 9        | Vídeo subliminal / Novia Rusa / Joseba Izaskun Barcelona / Bruno                                      |
| 10       | Los mensajes / Webcam / Regalo de boda / El famoso                                                    |
| 11       | Juego de niños / Second life / Jaime Alaña / Xabi /                                                   |
| 12       | Cápsula del tiempo / Consejos de padre / Cristina_jimeno77 / Butragueño 88/89                         |
| 13       | La explicación / El cuervo del Bierzo/ Padre deprimido                                                |
| 14       | Izaskun / Mensajes / Clases particulares / El nuevo mesías                                            |
| 15       | C.J. / Otra tridimensión / Micro Fantastic Bizarre Fest / Sueños                                      |
| 16       | Mensaje indescifrable / Madre de Josebas / La obra / Latin lover                                      |
| 17       | www.basauriwin.com / Política / Te quiero / El abuelo                                                 |
| 18       | Party line / El botín de Basauri / Don Fernando / Un día en el museo                                  |
| 19       | Rosquillas de San Blas / Vórtice / Wifi / Cumpleaños                                                  |
| 20       | El informático / Prison Break / Pornotube / De padre a hijo                                           |
| 21       | La dama de las camelias / Solteros contra casados / Pareja de FIFA / Impresora china                  |
| 22       | Cena de ida / Cena de vuelta / Tren Apache / T.O.M.A.                                                 |
| 23       | Creepshow / La repartidora / Pócima                                                                   |
| 24       | La vida es sueño / Baltanás / Celos / El golpe                                                        |
| 25       | Presidente de la comunidad / Street fighter II / El cuento / Naruto                                   |
| 26       | Llamada perdida / Dejando a Nuria / Toni / La Boda                                                    |
| 27       | Be kind YouTube / Amigos / El gran juego de tu vida / Xbox                                            |
| 28       | Facebook / El rey de la comedia / La cita / Rolex / Manifa                                            |

### Segunda temporada en televisión (La Sexta)
| Capítulo | Segmentos                                                                          |
| -------- | ---------------------------------------------------------------------------------- |
| 1        | La revancha de los novatos / La promesa / La inspección / Volver a hacerlo         |
| 2        | AC-DC / Borja 2.0 / Cuando Joseba conoció a Álex / Obstrucción de ligamentos       |
| 3        | Cuando Joseba encontró a Izaskun / El Tatuaje / Regalo para Nuria / Alex kidd      |
| 4        | Javier Galarraga / San Valentín / Cuatro ojos / 19                                 |
| 5        | Ligar / Eugenio el ex presidiario / G.H. / Mentiras                                |
| 6        | Choko-Crock / La asistenta / Móvil perdido / Xabi y el sexo / Cuore                |
| 7        | Contigo estaba mejor / Tía Agustina / Ligar a lo antiguo / Trabajo para Alex       |
| 8        | Wikipedia / Tuning / Cazafantasmas                                                 |
| 9        | Vidas Anónimas / Martes y 13 / Club de fanes / Mentiras (2) / Picos                |
| 10       | GPS / Julián / Sé lo que hicisteis / El primo del pueblo                           |
| 11       | La despedida de Antoñin / El jefe / Basauri Fury / Verónica                        |
| 12       | Pequeños detalles / Joseba Gay / Suplantando la identidad de Borja                 |
| 13       | Teoría de los mensajes / La hora del planeta / Salvemos al Chiripa / El calendario |
| 14       | Regreso al futuro / Magia Borrás                                                   |
| 15       | Camisetas / Solidaridad / Rock Star                                                |
| 16       | Circo del Sol / P.P.P. / Los besos                                                 |
| 17       | La amiga de Verónica / Porno / Se busca a una chica / SMS equivocado               |
| 18       | El piso / Bandeja de salida / Clases de inglés / Novias del pasado                 |
| 19       | Ser especial / Terapia de grupo / Dj. Gruist                                       |
| 20       | Mis primeros cuernos / Anestesia / Borja chica                                     |

### Tercera temporada en televisión (La Sexta)
| Capítulo | Segmentos                                                                                        |
| -------- | ------------------------------------------------------------------------------------------------ |
| 1        | La playa / Dani / Lounge                                                                         |
| 2        | Paquete sorpresa / Cena empresa / Trailers / El hipo de Joseba                                   |
| 3        | Tipo duro / Die Hard Disk / Las bodas / Nos imitan en la web                                     |
| 4        | La fiesta / Veredicto / Pérdida de fe                                                            |
| 5        | Matrimonio de conveniencia / Spam / Teletexto                                                    |
| 6        | La habitación / Amor a ciegas / Infidelidades                                                    |
| 7        | Borjeizer 2000 / La llamada / Moda / Como molan las fiestas de QVMT                              |
| 8        | Me gusta Verónica / Borjavisión / Mensajes de borrachera / Acuerdos con guionistas               |
| 9        | El futuro ya está aquí / El perro de Verónica / Dani y la cena de parejas                        |
| 10       | Despedida de soltera / El suegro / Ser infantil / Josebas actorazo                               |
| 11       | Imitar / San Valentín de Verónica / Encarnita                                                    |
| 12       | Hair / Tormenta del silencio / Twilight Zone / Un día normal / ¿Se pilla mucho actuando en QVMT? |
| 13       | Borja guionista / Cumpleaños a lo grande / 7 de julio                                            |
| 14       | Cita de Dani / Comisión / Las tardes de Xabi                                                     |
| 15       | Amor oriental / Starman / Dirty Dancing                                                          |
| 16       | Borja doblador / Trama Pérez / Paralítico                                                        |
| 17       | Botellón / Óscar Jaenada presenta... / Flipaaaa flipaaaaa con La Sexta                           |
| 18       | Bodas de plata / Borja machista / Cyrano SMS                                                     |
| 19       | Alistarse / Muy rico, papi / Cube                                                                |
| 20       | Trivial / La prima / Flashback / Las kilocalorías de Joseba                                      |
| 21       | La vida es juego / Entrevista / Basauri Street Boys                                              |
| 22       | La última oportunidad / Making of                                                                |

### Cuarta temporada en televisión (La Sexta)
| Capítulo | Segmentos                                                      |
| -------- | -------------------------------------------------------------- |
| 1        | Cita express / La confirmación / Screener / Excedencia         |
| 2        | La abuela de Xabi / Director fracasado / El ligue de José Luis |
| 3        | Alejandro Sanz / Tormenta perfecta / El sustituto              |
| 4        | Ventana indiscreta / Super Agustín Bros / Abducción            |
| 5        | Avatar / Campamento Borja                                      |
| 6        | Buenas noches y buena suerte / Fast & Furius / Tetris          |
| 7        | Celda 212 / Tener novia / Representante                        |
| 8        | Double Dragon / Secreto carmesí / La reconciliación            |
| 9        | La pija / Bofetón / Comentarios en directo                     |
| 10       | Rebobine por favor / La lista                                  |
| 11       | Tenemos que hablar / El trabajo perfecto / Dentista            |
| 12       | Jurado de cortos / Guerra de canales                           |
| 13       | Formula Ex / Cambios en la empresa / Postre especial           |
| 14       | Crisis de Joseba / Móvil del futuro                            |
| 15       | El disfraz / Reconocimiento / Un cambio                        |
| 16       | La hija del jefe / El funeral / La crítica                     |
| 17       | ONG / Noticias de Vero / Doblaje                               |
| 18       | Reunión de antiguos alumnos / Algo pasa con Sara               |
| 19       | Dudas / Mi vida como Facebook / Demanda                        |
| 20       | Laserdromo / Chistes / Sueldo de estrella                      |
| 21       | El loro / Basauri Gol / Rumor                                  |
| 22       | Sonámbulo / Tendedero / Más que amigos                         |
| 23       | Tienes un email / Despedida de soltero / Orgullo y prejuicios  |
| 24       | Amistades peligrosas / El equipo B / Tomas falsas              |
| 25       | Pesadilla en Basauri / Noelia / El guion de 120 páginas        |
| 26       | Campanas de boda / Haz tu propio QVMT                          |

## Personajes
- Borja: es el personaje principal de la serie. Su grupo de música favorito es Turbonegro. Borja (Borja Pérez) trabaja en la grúa. Su actor favorito, del que es muy fan, es Bruce Willis. Tiene siempre en su cama la misma colcha, que no ha cambiado desde la primera temporada, y que es uno de sus rasgos característicos. Se le puede ver en su habitación, enfundado con un mando de la PlayStation o leyendo la revista FHM. Tiene varias coletillas, como "toma, toma", "flipa, flipa", "locurón, locurón", "es que de mi cabeza salen pepitas de oro", "ya está, la liada padre", "es la vida, ¡la vida!", "toma sirocazo del Joseba", "que no te da Joseba, que no te da" o "¡Pero cuanto listo ve La Sexta! " (Solo en televisión) . Es un gran fan de la pornografía y de animes como Pokémon o Naruto.

- Joseba: es el mejor amigo de Borja. Joseba (Joseba Caballero) es el amigo inseparable de Borja desde que eran niños, además del marido de Izaskun. Es el co-protagonista de la serie, y se sabe que trabaja como químico. Al contrario que Borja, Joseba suele utilizar la cabeza y es bastante prudente.

- Nuria: fue la novia de Borja. Borja solía engañar a Nuria (Nuria Herrera) y nunca tenía ganas de quedar ni de compartir cosas con ella, hasta que lo dejaron. A partir de entonces se obsesionó con volver, y aunque durante un tiempo fueron nuevamente pareja y estuvieron a punto de casarse, finalmente volvieron a cortar. Aunque volverían a ser pareja por tercera vez.

- Izaskun: es la esposa de Joseba. Izaskun (Begoña de la Cruz) odia a Borja y lo considera una mala influencia para su marido, por lo que la relación entre ambos siempre suele ser conflictiva, dejando a Joseba en medio, quien tiene que mediar entre la que es su esposa y su mejor amigo. A partir de que la serie apareciera en La Sexta, sus apariciones se hicieron más esporádicas, aunque se la suele mencionar.

- Laura: es la otra exnovia de Borja. Cuando Nuria cortó con Borja, Joseba le presentó a Laura (Laura Zamanillo), una amiga de Izaskun. Borja estuvo saliendo un tiempo con ella hasta que volvió con Nuria, luego estuvo saliendo en secreto con ambas, y finalmente reunió el valor suficiente para dejarla.

- Agustín: Agustín Pérez (Santi Ugalde) es el padre de Borja. Trabaja como tornero y es una persona simple, preocupada porque su hijo ni se independiza, ni se saca novia, ni tiene ambiciones. Este personaje hace referencias a sus supuestos orígenes en la localidad de Baltanás.

- Xabi: (Juanan Bilbao) es un amigo de Borja y Joseba. Su primera aparición fue en la segunda temporada, en un episodio donde Borja y Joseba creían que Xabi les había robado el videojuego Pro Evolution, para PS2, pero finalmente se descubrió que no era así.

- Verónica: (Verónika Moral) era la vecina de Borja, siendo el interés amoroso de éste durante la segunda y tercera temporadas emitidas por La Sexta. Borja se atrevería a decirle lo que sentía por ella, y en el último episodio de la tercera temporada televisiva se marchaban juntos a Punta Cana. En la cuarta temporada el personaje desapareció de la serie, y Borja contaría indignado a Joseba y a la audiencia que se había quedado a vivir en Punta Cana con "un puntacanés", confirmando una vez más la mala suerte de Borja con las mujeres.[5]

- José Luis: (Txubio Fernández de Jáuregui) es el amigo de Agustín, el padre de Borja, con el que los protagonistas comparten varias aventuras e incluso ayuda a Borja a viajar al pasado en un episodio de la serie.

- Cristina: Cristina Jimeno (Yannick Vergara) fue otra exnovia de Borja, y aunque salieron juntos bastante tiempo, Borja logró que no se enterasen ni Joseba ni Nuria. Tanto Borja como Joseba la conocen desde la infancia, habiendo sido un amor platónico de este último.

- Sara: (Sara Cozar) en la séptima temporada de Qué vida más triste (la cuarta temporada en La Sexta) aparece como el interés amoroso de Borja, quien intenta conquistarla a pesar de que ella es lesbiana.
- Padre de Izaskun: Es el padre de Izaskun (Miguel Ángel Fuentes Quintana), el cual aparece en el primer episodio de la segunda temporada de emisión en La Sexta, en el episodio titulado "La inspección". En este episodio se queda sin trabajo y Borja le mete en su empresa para que Izaskun no les pueda echar a todos a la calle después de una inspección.